# Konrad II. Nemški
Konrad II., poznan tudi kot Konrad Starejši ali Konrad Salijec, cesar Svetega rimskega cesarstva, rimsko-nemški kralj, italijanski in burgundski kralj, * ~ 990, Speyer, † 4. junij 1039, Utrecht.
Po izumrtju dinastije Liudolfincev so nemški knezi za novega kralja izvolili Konrada II. iz rodu Salijcev (1024), potomca hčerke Otona Velikega. Konrad II. je z obhodom kraljestva dosegel, da so ga priznali tudi tisti plemiči, ki so mu sprva nasprotovali. Na prvem pohodu v Italijo se je pustil izvoliti za cesarja Svetega rimskega cesarstva (1027) in uveljavil cesarsko avtoriteto v Italiji. Na vzhodu se je bojeval proti slovanskim sosedom in Ogrom. Drugič je odšel v Italijo (decembra 1036) v vlogi razsodnika v uporu proti samopašnemu milanskemu nadškofu Aribertu. Postavil se je na stran nižjega plemstva in izdal prvo cesarsko listino, ki obravnava fevdalne odnose in je kasneje pripomogla k razvoju sloja ministerialov. Iz južne Italije je izgnal nasilnega kapuanskega kneza Pandulfa IV. in legaliziral vladavino Normanov v Aversi. Uveljavil je vladavino Salijcev v kraljevini Burgundiji in v cesarstvu pripravil vse potrebno za nasledstvo svojega sina Henrika III.

## Poreklo in poroka z Gizelo Švabsko
Konrad II. izhaja iz salijske plemiške rodbine, ki je imela alodijalne posesti na območju Wormsa. Na državni nivo se je prvi povzpel Konradov ded Konrad Rdeči, ki je postal vojvoda Lotaringije in se je poročil z Liutgardo, hčerko vzhodnofrankovskega kralja in cesarja Otona I. Velikega. Konradov sin Oton je zvesto služil trem cesarjem, naslednikom Otona Velikega, Otonu II., Otonu III. in Henriku II., in postal vojvoda Koroške. Ker pa je njegov prvi sin Henrik, oče našega Konrada, umrl pred očetom, je po Otonovi smrti (1004) vse očetove položaje (wormsko grofijo in vojvodino Koroško) podedoval drugi sin, Henrikov mlajši brat Konrad I. Koroški, medtem ko je našemu Konradu pripadel le majhen del alodijalnih in fevdnih ozemelj rodbine.
Zgledalo je, da so se Konradove možnosti za družbeni vzpon povečale, ko je njegov stric Konrad I. Koroški leta 1011 umrl in je naš Konrad prevzel skrb za njegovega mladoletnega sina Konrada (*~1003 - †1039), svojega mlajšega bratranca. Zgodovinarji so dva bratranca poimenovali s Konrad Starejši in Konrad Mlajši. Vendar je kralj Henrik II. vojvodino Koroško odvzel Salijcem in jo dal v fevd svojemu pristašu Adalberu Eppensteinskemu.
Konrad Starejši se je leta 1016 poročil z že dvakrat ovdovelo, lepo in pametno Gizelo. Gizela je bila hči Hermana II. Švabskega, ki se je leta 1002 neuspešno potegoval za mesto nemškega kralja. Prvič je bila poročena s saškim grofom Brunom iz Braunschweiga in po njegovi smrti z Babenberžanom Ernstom I. Ernst je leta 1012 postal vojvoda Švabski in leta 1015 umrl v nesreči pri lovu. Iz zakona sta izšla sinova Ernst II. in Herman IV. Kralj Henrik II. je vojvodino Švabsko podelil Ernstu II. Konrad je kot njegov očim lahko upal na upravljanje vojvodine v času mladoletnosti pastorka. Toda Henrik II. ni bil naklonjen Salijcem in je po poroki Gizeli odvzel upravljanje vojvodine in ga zaupal bratu umrlega vojvode, Poppu, ki je leta 1016 postal trierski nadškof. Slabi odnosi med cesarjem in Salijci so še stopnjevali. Konrada, Starejši in Mlajši, sta se povezala s kralju sovražnimi knezi. Skupaj so leta 1019 blizu Ulma premagali vojvodo Adalbera Koroškega, zaradi česar je moral Konrad Starejši v pregnanstvo; še pred smrtjo Henrika II. pa je prišlo med njima do pobotanja.
Kljub neuresničenim pričakovanjem glede švabske vojvodine pa je bila ženitev z Gizelo za Konrada koristna. Gizela je v njuno zvezo prinesla veliko osebnih posesti in odlične prednike. Gizelina mati Gerberga je bila hči burgundskega kralja Konrada Burgundskega in vnukinja zahodnofrankovskega karolinškega vladarja Ludvika IV. Pa tudi Gizelin oče, Herman II., je bil neposrednem potomec Karolingov. Konrad in Gizela sta imela skupnega prednika v vzhodnofrankovskem kralju Henriku I., Konrad v peti in Gizela v četrti generaciji. Zaradi bližine sorodstva je bil njun zakon po cerkvenih zakonih problematičen. V prvem letu zakona se jima je rodil sin Henrik, zadnji Gizelin otrok, kateremu je bilo namenjeno, da postane očetov naslednik.

## Izvolitev in kronanje za kralja
Julija 1024 je kot zadnji iz dinastije Liudolfincev brez naslednika umrl kralj in cesar Henrik II. Osem tednov so o njegovem nasledstvu potekala intenzivna pogajanja v ozkem krogu velikašev. Na zboru v Kambi (nekdanjem kraju na desnem bregu Rena nasproti Oppenheima), kjer so se plemiči zbrali, da bi izvolili novega kralja, pa so izbirali samo še med dvema salijskima bratrancema, ki sta bila v sorodu z Otoni (Liudolfinci). Konrada Starejšega, ki je veljal za hrabrega in poštenega, je podpiral najmočnejši med cerkvenimi prelati, majnški nadškof Aribo, ki je srečanje tudi vodil, in poleg njega številni škofje in bavarski vojvoda Henrik V., medtem ko so Konrada Mlajšega podpirali predvsem cerkveni in posvetni veljaki iz Lotaringije. Sasi so stali ob strani. Odločilno je bilo srečanje obeh kandidatov na štiri oči, po katerem je Konrad Mlajši izjavil, da bo podprl bratranca, na ve se za kako ceno. Potem ko so Lotaringijci pod vodstvom kölnskega nadškofa Pilgrima prizorišče volitev zapustili, je bil Konrad Starejši soglasno izvoljen za novega kralja. Henrikova vdova Kunigunda mu je izročila državne simbole. Na dan Marijinega rojstva (8. septembra) je novi nemški kralj Konrad II. v Mainzu sprejemal poklone plemstva; nadškof Aribo ga je kronal za kralja.
Ni znano, zakaj nadškof Aribo, najmočnejši podpornik novega kralja, ni hotel kronati njegove žene Gizele; verjetno zaradi za cerkev nedopustne bližine sorodstva. Novi vladar se je takoj izkazal za spretnega politika. Aribo je za podporo pri volitvah nagradil z imenovanjem za italijanskega kanclerja (kot majnški nadškof je bil nemški kancler avtomatično) in je za kronanje žene zaprosil kölnskega nadškofa Pilgrima, ki se je med tem odvrnil od Lotaringijcev in je nalogo toliko raje sprejel, da se je lahko odkupil za začetno nasprotovanje. Odtlej se je pravica kronanja nemških kraljev za stalno preselila v Köln.

## Obhod kraljestva in utrditev oblasti
V skladu s takratnim načinom vladanja se je Konrad II. po kronanju odpravil na obhod kraljestva (iter regis per regna), na katerem si je skušal zagotoviti splošno priznanje izvolitve in zgladiti nekatera nasprotja in odpore. Zagotovil je, da bodo načela vladanja ostala nespremenjena in da bo spoštoval pravice in položaje, ki jih je delil njegov predhodnik. Dvorne pisarne je dodelil dvema svojima podpornikoma pri izvolitvi, škofoma Brunu Augsburškemu (bratu cesarja Henrika II.) in Wernerju Strasbourškemu. Z Gizelinega kronanja v Kölnu je vladarski par odšel v Aachen, kjer se je novi kralj po tradiciji v Palatinski kapeli usedel na prestol Karla Velikega. Toda Lotaringijcev mu na zboru v Aachnu ni uspelo pridobiti. Vladarski par je pot nadaljeval preko Lièga in Nijmegna v Vreden, kjer sta ga prisrčno sprejeli hčerki cesarja Otona II., opatinji Adelajda I. iz Quedlinburga in Zofija iz Gandersheima. To je verjetno omehčalo dotedanjo zadržanost saškega plemstva, ki je kraljevemu paru v Mindnu pripravilo slavnostno božično praznovanje, na katerem so bili prisotni številni pomembni škofje in plemiči pod vodstvom saškega vojvoda Bernharda II. Konrad jim je obljubil, da bo spoštoval staro saško pravo, oni pa so ga priznali za kralja. Konrad in Bernhard sta dogovor spoštovala; Konrad II. je bil edini vladar v 11. stoletju, proti kateremu ni bil zabeležen noben upor saškega plemstva. Po dveh mesecih je par nadaljeval pot preko Paderborna, opatije Corvey, Hildesheima, Goslarja v Magdeburg. Marca 1025 je zapustil Saško in potoval preko Fulde na Švabsko. V Augsburgu je 18. aprila praznoval veliko noč. Tam je izbruhnil spor z bratrancem Konradom Mlajšim, verjetno zaradi neizpolnjenih obljub, ki mu jih je starejši bratranec dal pred volitvami v Kambi. Konrad svojemu mlajšemu bratrancu tudi tokrat ni ustregel. Ta je svoje nezadovoljstvo gojil naprej in s somišljeniki pletel zaroto proti kralju. Kralj pa je nadaljeval pot v Regensburg, kjer je v začetku maja 1025 sklical dvorni zbor. Preko Bamberga, Würzburga in Triburja je prišel v Konstanco, kjer je 6. junija praznoval binkošti. Sem so se mu prišli poklonit nekateri italijanski prelati in plemiči, najpomembnejši med njimi milanski nadškof Aribert.
Položaj v Italiji je bil negotov. Skupina italijanskih plemičev je ponudila langobardsko krono francoskemu kralju Robertu II., za njegovega sina Huga. Ko je Robert ponudbo odklonil, so se obrnili na vojvodo Viljema Akvitanskega. Položaj so mu ponudili pod pogojem, da jim prizna pravico, da sami postavljajo langobardske škofe. Ker je bilo pogoj za krščansko usmerjenega kneza nesprejemljiv, je tudi ta možnost odpadla.
V Konstanci so se oglasili tudi poslanci iz Pavie, ki je bila v preteklosti sedež kraljeve oblasti v Italiji. Ob novici o smrti cesarja Henrika II. so prebivalci Pavie do tal porušili cesarsko palačo, ki je bila tam še iz časa Teodorika Velikega. Konradu so se skušali za to opravičiti, češ da niso naredili nikomur škode, ko pa je bil cesar mrtev. Konrad opravičila ni sprejel, ni pa se želel podrobneje ukvarjati s tem vprašanjem. Pavia je ostala v opoziciji, kralj pa je nadaljeval svojo pot preko Züricha v Basel, kjer je 23. junija sklical dvorni zbor. Postavil je svojega škofa in s tem takoj pokazal, da namerava uveljavljati pravice svojega predhodnika. V Baslu je končal obhod kraljestva, ki je trajal deset mesecev.
Med tem sta tudi vojvodi Spodnje iz Zgornje Lotaringije, Gozelo in Friderik II., sprevidela, da brez francoske pomoči (ki je nista dobila) v uporu proti Konradu ne bosta uspela, in sta se mu za božič 1025 v Aachnu poklonila kot zadnja.

## Prvi pohod v Italijo
Potem ko je sina Henrika imenoval za svojega naslednika in ga skupaj z regentstvom prepustil v varstvo augsburškemu škofu Brunu, je Konrad II. februarja 1026 odrinil iz Augsburga proti jugu. Spremljala ga je vojska več tisoč konjenikov v oklepih in, med drugimi veljaki, majnški in kölnski nadškof (Aribo in Pilgrim). Pavie niso mogli zavzeti; v pokrajini so pustili le nekaj vojakov, ki so delali tam škodo in ovirali trgovanje. Nadškof Aribert je 23. marca 1026 Konrada v Milanu kronal z lombardsko krono. V severni Italiji se je Konrad mudil z urejanjem zadev skoraj celo leto, dokler se opozicija ni nehala upirati. Po smrti kraljevega zaupnika, Vercellivercelskega]] škofa Leona, je vodenje kralju prijazne stranke prevzel milanski nadškof Aribert. Konrad je pot nadaljeval proti Rimu.
Papež Janez XIX. je 26. marca 1027 v Rimu kronal Konrada in Gizelo za cesarja in cesarico Svetega rimskega cesarstva. Kronanje je bilo eno najbolj svečanih v srednjem veku. Prisotni so bili kralj Velikega severnega kraljestva  Knut Veliki, burgundski kralj Rudolf III., opat Clunyja Odilo, najmanj 70 prelatov, med njimi nadškofi Mainza, Kölna, Trierja, Magdeburga, Salzburga, Milana in Ravene. S svojim varuhom je prišel tudi kraljevi sin Henrik. Udeležba kralja Rudolfa je pomenila zbližanje z Burgundijo. Konrad je delil privilegije italijanskim samostanom in škofijam. Ne da bi se poglabljal v rimske razmere, je v aprilu na kratko obiskal še južno Italijo. Tam so se mu poklonili knezi Capue, Beneventa in Salerna. Nato se je v naglici vrnil v Nemčijo, kjer so se uprli nemški knezi. Mimogrede je dal v Regensburgu (24. junija 1027) bavarskim plemičem izvoliti svojega, še ne desetletnega sina, za vojvodo Bavarske, katere vojvoda, Henrik V., je v času Konradove odsotnosti umrl. Ob tem je spregledal mnoge, ki so imeli do položaja več pravice.

## Vstaja Ernsta II. Švabskega
Že med Konradovim obhodom kraljestva je njegov pastorek Ernst II. Švabski skupaj s Konradom Mlajšim pletel zaroto proti kralju. Po materini intervenciji mu je očim odpustil in Ernst ga je spremljal v Italijo. Med cesarjevo odsotnostjo sta se Konrad Mlajši in grof Altdorfa Welf II. odkrito uprla. Welf se je spopadel z regentom Brunom Augsburškim. Cesar je poslal Ernsta iz Italija na Švabsko, da bi vzpostavil deželni mir in ga v naprej nagradil u opatijo Kempten. (Prvič po karolinškem času se je zgodilo, da je posvetni knez dobil v fevd državni samostan.) Toda Ernst se je ponovno priključil upornikom. Vdrl je v Alzacijo in začel zasedati tamkajšnje gradove. 
Kralj je po povratku iz Italije (v drugi polovici julija 1027) pozval zarotnike na dvorni zbor v Ulmu. Ernst se je odzval v upanju, da ga bodo zvesti vazali podprli. Toda ti so na zboru izjavili, da so mu sicer zvesti, a ne, kadar se bori proti kralju. Nazadnje so se vsi uporniki podredili kralju, tudi Welf II. Jeseni 1027 se je kralju podredil tudi Konrad Mlajši. Kralj je Ernstu odvzel vojvodino Švabsko in Konradu Mlajšemu vojvodino Koroško. Ernsta je dal zapreti v grad Giebichenstein (v mestu Halle) in tudi Konrad je dobil zaporno kazen.
Za veliko noč 1028 so knezi v Aachnu izvolili enajstletnega Henrika za novega nemškega kralja; sledilo je kronanje, postal je kralj Henrik III. Cesar je odpustil Ernstu njegove grehe in mu vrnil vojvodino Švabsko.
A ni trajalo dolgo, ko so ponovno izbruhnili spopadi med cesarjem in Ernstovimi najzvestejšimi vazali pod vodstvom Wernerja iz Kyburga. Ko je cesar od Ernsta zahteval, da kot švabski vojvoda upornike izžene, ta ni hotel prelomiti prisege zvestobe, ki so si jo uporniki obljubili. Konrad II. ga je zaradi veleizdaje prepustil knežjemu sodišču, ki ga je odstavilo. Škofi so Ernsta in njegove sodelavce izobčili. Celo mati se ni več zavzemala zanj. Zaman si je skušal Ernst pridobiti za zaveznika cesarjevega nasprotnika v Burgundiji Oda, grofa Bloisa. 17. avgusta 1030 sta Ernst in Werner umrla v spopadu z zasledovalci. Vojvodino Švabsko je dobil Ernstov petnajstletni brat Herman IV.

## Dogodki na vzhodu

#### Poljska
Poljski vojvoda Boleslav I. Hrabri je v času cesarjev Otona III. in Henrika II. zelo povečal svojo vojvodino, ki ni bila vključena v Sveto rimsko cesarstvo. Henriku II. je tudi uspel iztrgati obe Lužici. Po smrti Henrika II. je izkoristil trenutno nemoč novega vladarja in se okronal za poljskega kralja, a je že naslednje leto (junija 1025) umrl. Za kralja se je dal kronati tudi njegov naslednik Mješko II.; leta 1028 je pustošil po Saški. Konrad II. je naslednje leto vdrl v Lužico in češki princ Bretislav s češko vojsko iz Moravske na Poljsko, a se protinapad zaradi težko prehodnega ozemlja ni posrečil. Spomladi 1030 je Mješko ponovno prestopil mejo in opustošil ozemlje med Labo in Salo. Šele septembra se je z manjšo saško enoto Konradu posrečilo Mješka premagati. Z mirom, ki je sledil, je uspel dobiti nazaj obe Lužici.
Med tem pa se je Mješkov starejši polbrat Bezprym s pomočjo kijevskega velikega kneza Jaroslava Modrega polastil oblasti, vendar so ga že po enem letu (spomladi 1032) ubili. Mješko II. se je vrnil na Poljsko, kar je cesarja vznemirilo, tako da je ponovno pripravil vojaški pohod na Poljsko, ki pa ga je prekinil, ko je zvedel, da vojska Otona, grofa Boisa, zaseda Burgundijo. Pa tudi Mješko je želel spor zgladiti. Na dvornem zboru v Merseburgu (julija 1033) ga je Konrad priznal za vladarja Poljske, a ne kot kralja. Po Mješkovi smrti leta (1034) je Poljska zašla v anarhijo. Mješkov sin Kazimir se je zatekel k svojemu stricu, kölnskemu nadškofu Hermanu II.

#### Češka
Konradu II. se je zdelo, da češki vojvoda Oldřich ni dovolj lojalen. Zato je koncem leta 1033 (ali začetkom 1034) poslal sina Henrika z vojsko nad Češko, da jo je pokori. Po Oldřichovi smrti (1035) je njegov sin Bretislav sprejel cesarjevo nadoblast in dobil vojvodino v fevd; ves čas je bil cesarju lojalen.

#### Ogrska
Verjetno so obmejni spopadi na ogrsko-bavarski meji pripravili Konrada II. do tega, da je poleti 1030 poslal sina Henrika z vojsko proti kraljestvu Štefana I. Težave na poti in lakota so prisilili Henrika, da se je začel vračati. Ogri so ga premagali blizu Dunaja. Trinajstleni Henrik je pod vplivom svojega vzgojitelja, freisinškega škofa Egilberta, brez predhodnega posvetovanja z očetom sklenil mir (bil je bavarski vojvoda in nemški kralj), v katerem je Ogrom prepustil pas ozemlja med Fischo in Leitho. (kasneje je kot cesar ozemlje dobil nazaj).

## Pridobitev Burgundskega kraljestva
Burgundski kralj Rudolf III., ki ni imel otrok, je že leta 1006 obljubil kraljestvo sinu svoje sestre Gizele, cesarju Henriku II.; obljubo je obnovil leta 1016 in ponovno 1018. A Henrik je umrl pred stricem. Konrad II. je kot njegov naslednik na položaju trdil, da kraljestvo pripada njemu, čeprav po običajih dedovanja za to ni imel pravice. Najbližji Rudolfov sorodnik je bil njegov nečak Odo II., grof Bloisa.
Že avgusta 1027 sta se s posredovanjem Konradove žene Gizele, Rudolfove nečakinje, v bližini Basla srečala Rudolf III. in Konrad II. Domenjeno je bilo, da »kraljestvo Burgundija preide na kralja-cesarja pod enakimi pogoji (eodem pacto) kot na njegovega predhodnika cesarja Henrika.«. Toda takoj po Rudolfovi smrti (septembra 1032) je Odo z vojsko zasedel velik del zahodnega dela Burgundije. Konrad, ki se je tedaj bojeval na Poljskem, je takoj z vojsko odhitel proti Burgundiji. V drugi polovici januarja 1033 je prodrl preko Basla in Solothurna v Payerne, kjer se je 2. februarja pustil okronati za burgundskega kralja. Ni pa uspel zavzeti Neuenburga/Neuchâtela in Murtna/Morata. Zaradi izredno hude zime se je moral umakniti v Zürich. Tudi tu ga del meščanov ni priznaval. Vendar sta dva nadaljnja vojaška pohoda poleti 1033 in 1034 pripeljala do odločitve. Osvojitev Burgundije je bila z demonstrativnim aktom potrjena 1. avgusta 1034 v katedrali v Ženevi.
Konradova pravica je veljala tudi za njegovega sina Henrika III. Vendar Salijci omejene oblasti Rudolfincev nad Burgundijo niso dograjevali. Zadovoljili so se s povečanjem vplivnega območja cesarstva in s tem zvečanjem svojega cesarskega dostojanstva. Obvladovali pa so odslej tudi zahodne alpske prelaze, kar bi lahko povečalo zanesljivost oblasti v Italiji.
Ko je vojvoda Zgornje Lotaringije Friderik leta 1032 umrl brez naslednika, je Konrad II. podelil oblast nad vojvodino spodnjelotarinškemu vojvodi Gozelu.

## Spor z Adalberom in vrnitev vojvodine Koroške Konradu Mlajšemu
Še leta 1027 je koroški vojvoda iz rodbine Eppensteinov Adalbero (domnevno Konradov svak) na frankfurtski sinodi nosil meč Konrada II., kar je bil znak posebnega zaupanja. Po letu 1028 pa ga ne najdemo več v Konradovem spremstvu. Na Koroškem je začel voditi samostojno politiko in skušal v vojni in mirovni politiki proti Ogrom delovati po svoje. Na dvornem zboru v Bambergu (18. maja 1035) mu je Konrad II. to očital in od prisotnih knezov zahteval, da ga obsodijo na odvzem vojvodine Koroške in mejne grofije Verone. Knezi so oklevali in zahtevali prisotnost kralja Henrika III. Toda tudi ta se je branil izpolniti cesarjevo zahtevo zaradi prisege, ki jo je pred tem brez očetove vednosti dal Adalberu. Konradovo opominjanje, prošnje in grožnje niso zalegle. Šele ko je padel pred sinom na kolena, se je Henrik uklonil. Samoponižanje cesarja naj bi pomenilo, da je postavil korist vladavine pred osebno čast. Henrik je tedaj razkril vsebino prisege: na prigovarjanje freisinškega škofa Egilberta je Adalberu obljubil, da ne bo v nobenih okoliščinah dovolil, da se mu odvzame posest. A cesar se na to ni oziral. Adalbero je bil skupaj s svojimi sinovi obsojen na izgon. Na dvornem zboru v Augsburgu (februar 1036) je koroško vojvodino dobil Konrad Mlajši. Po njegovi smrti, leta 1039, je tudi vojvodino Koroško prevzel kralj Henrik.

## Konradov drugi pohod v Italijo
Leta 1035 je velik del severne Italije razburkal obsežen upor nižjih vazalov (valvazorjev) proti milanskemu škofu Aribertu in z njim povezanim prelatom in plemičem. Verjetno sta kar obe sprti strani klicali cesarja, da kot vrhovni razsodnik poseže v spor. To je bil glavni razlog, da se je Konrad II. decembra 1036 ponovno podal na pot v Italijo. Na državnem zboru v Pavii so nasprotniki (iz vrst nižjega plemstva in nadškofu nasprotnih škofov in plemičev) Aribertu očitali številne pravne nepravilnosti pri pridobivanju posesti, dobrin in pravnih naslovov. Presenetljivo se je Kondrad II. postavil na stran nižjih vazalov in dal nadškofa Ariberta zaradi veleizdaje obsoditi in zapreti. Brez sinodalne obsodbe ga je odstavil in za novega nadškofa imenoval člana dvorne kapele. Istočasno je izdal ukaz, da mora neupravičeno pridobljene dobrine vrniti. Aribertu se je posrečilo pobegniti iz zapora. Zatekel se je v Milano, kjer so prebivalci navdušeno stopili na njegovo stran. Milančani so se tedaj prvič uprli cesarju. Tudi predstojniki škofij Vercelli, Cremona in Piacenza so Ariberta podprli. Konrad je dal te škofe zapreti in jih kot veleizdajalce brez sodne odločitve (sine iudico) poslal v izgnanstvo. Od sina Henrika je zahteval, da pripelje s severa nove čete. Medtem se je podal v Raveno, kjer je praznoval veliko noč. V Raveni je izdal privilegije za ravensko opatijo in nek beneški samostan. 7. maja 1037 je cesarska vojska pri Piacenzi prekoračila Pad in napredovala proti Milanu. Zaupajoč svoji številčni premoči so se Milančani spustili v odprt boj zunaj mesta. A spopad ni prinesel odločitve.
Konrad je začel mesto oblegati. Med obleganjem je 28. maja 1037 izdal zakon o fevdih (Constitutio de feudis), s katerim je vsem vazalom in posebno valvazorjem zagotovil dednost in nedotakljivost njihovih fevdov. Zakon je postal slaven, ker je bil prva cesarska listina, ki je obravnavala fevdno-pravna vprašanja. Skušal je omejiti samovoljno ravnanje velikih cerkvenih in posvetnih fevdnih gospodov, ki so razpolagali z državnim imetjem. Z njo je cesar želel od upornega nadškofa odvrniti čim več vazalov.
Cesarjevo ostro postopanje ni bilo v skladu s tedanjimi pogledi na cerkvenopravne zadeve in mnogi sodobniki so dejanje obsojali. To je želel za svoje osebne interese izkoristiti Odo II., grof Bloisa. Vdrl je v Lotaringijo. Aribert mu je po odposlancih poslal čast langobardskega kralja. Vendar je Odo 15. novembra 1037 blizu Bara izgubil bitko proti lotarinškemu vojvodi Gozelu in v bitki padel.
Čeprav Milana ni mogel zavzeti, se je cesar spomladi 1038 odpravil proti jugu Italije. V Spellu pri Folignu je s papežem Benediktom IX. praznoval veliko noč in dosegel, da je ta legaliziral Aribertovo izobčenje. Za binkošti je bil v Capui. Tamkajšnji knez Pandulf IV. je s silo širil svojo oblast, pri čemer so najbolj trpele kneževine Neapelj, Gaeta in Benevento, še zlasti pa menihi Montecassina. Zato je cesar na državnem zboru v Capui Pandulfu IV. odvzel kneževino in ga izgnal; Pandulf se je zatekel v Konstantinopel. Kneževino Capuo je cesar dodelil lojalnemu salernskemu knezu Waimarju IV., ki je svojo oblast lahko razširil tudi na Amalfi in Gaeto. Na Waimarjev predlog je normanski vodja Rainulf II. lahko obdržal grofijo Aversa. S tem je bilo normansko gospostvo prvič priznano s strani cesarstva.
Iz Capue je cesar konec maja 1038 vodil svoje spremstvo in vojsko ob jadranski obali domov. Julija jih je doletela epidemija, katere žrtev so bili poleg številnih knezov tudi cesarjeva snaha, kraljica Gunhilda (Henrikova žena), in cesarjev pastorek, vojvoda Herman IV. Švabski. Konrad je na hitro zapustil Italijo. Trpel je za putiko.

## Zadnje leto
Konrad II. je na izpraznjeno mesto švabskega vojvode imenoval svojega sina Henrika. Septembra 1038 je na slavnostnem državnem zboru v burgundskem Solothurnu tudi vladanje nad Burgundijo izročil sinu Henriku. Nato je sklical nemške prelate in plemiče še v Strasbourgu in Goslarju, kjer je praznoval božič. Napad putike ga je v Nijmegnu ohromil za nekaj mesecev. Na binkošti je prispel v škofovsko mesto Utrecht, kjer je 4. junija 
nenadno in nepričakovano umrl v krogu družine in okoliških škofov. V slavnostnem prevozu s postanki so ga po rekah prepeljali domov in 3. julija 1039 pokopali v kripti speyerske stolnice.

## Zaključek
Konrad II. se je pri svojem vladanju, tako kot njegovi predhodniki, v veliki meri opiral na cerkev. Čeprav je kdaj pa kdaj posegel v cerkveno posest, je vendarle vzdrževal dobre odnose z reformatorji cerkve v Clunyju, velikodušno je podpiral težnje nadškofov Riharda iz Saint Vannea, Poppa iz Stavelota in drugih po prenovi samostanov. Njegova šibkejša izobrazba ga ni ovirala, da ne bi načeloval sinodam. Ustanovil je samostan Limburg (pri Bad Dürkheimu) in začel graditi družinsko grobno cerkev v Speyerju.
Na področju posvetnega prava ga je proslavil njegov zakon o fevdih, in zdi se, da je bil prvi med nemškimi vladarji, ki je podprl nesvobodni sloj nižjih plemičev, iz katerega se je kasneje razvil sloj ministerialov. S tem si je pridobil simpatije širokih krogov.
Zavaroval je nasledstvo Salijcev na kraljevskem in cesarskem položaju. Že pred svojim prvim odhodom v Italijo je imenoval sina Henrika za svojega naslednika. Leta 1028 ga je dal izvoliti za nemškega kralja. Poskrbel je, da je postal vojvoda na Bavarskem (1027) in Švabskem (1038) ter mu zgotovil vladanje v Burgundiji (1038). Leta 1035 mu je pripravil poroko z Gunhildo, hčerko Knuta Velikega, kralja Velikega severnega kraljestva.
Med svojim petnajstletnim vladanjem je Konrad II. ohranil in razširil otonsko cesarstvo. Po njegovi smrti je sin Henrik III. brez težav prevzel vse očetove položaje.

## Družina
Konrad II. se je leta 1016 poročil z Gizelo (989/990-1043), hčerko švabskega vojvode Hermana II. Imela sta tri otroke:
- Henrik (1017-1056), nemški kralj in cesar
- Beatrix (1020- ~1036)
- Matilda (*1027), zaročena s francoskim kraljem Henrikom I.